# Sergentomyia capensis
Sergentomyia capensis är en tvåvingeart som först beskrevs av Meillon 1955.  Sergentomyia capensis ingår i släktet Sergentomyia och familjen fjärilsmyggor. Inga underarter finns listade i Catalogue of Life.